# فايثون
فايثون (باليونانية القديمة: Φαέθων) كان ابن أحد ألاوقيانوسيات وإله الشمس هيليوس في الأساطير اليونانية. استخدم الإغريق القدماء اسمه أيضًا كاسم بديل لكوكب المشتري، حيث تجسدت حركاته ودوراته في الشعر والأسطورة.

## الاسطورة

سقوط فايثون لوحة بريشة الرسام الفلمنكي بيتر بول روبنز (1605-1604)، المعرض الوطني للفنون.

سعى فايثون، الذي تحداه إيبافوس ورفاقه في اللعب، إلى مطالبة والدته أن تُثبت له أنَّ والده هو إله الشمس هيليوس. فأعطته ما سأل، وطلبت منه أن يلجأ إلى والده للتأكد. فطلب من والده بعض الأدلة التي تثبت علاقته بالشمس. وعندما وعد هيليوس أن يمنحه ما يشاء، أصر على السماح له بقيادة عربة الشمس ليوم واحد. ووفقًا لبعض الروايات، حاول هيليوس ثني فايثون، وأخبره أنه حتى زيوس لم يكن قوياً بما يكفي لتوجيه هذه الخيول، لكنه أوفى بوعده على مَضَضٍ. تولى فايثون مسؤولية العربة، ولم يكن قادرًا على التحكم في الخيول. تجمدت الأرض أولاً عندما صعدت الخيول عالياً للغاية، ولكن عندما احرقت المركبة الأرض بعد ذلك بالتأرجح بالقرب منها، قرر زيوس منع الكارثة عن طريق ضربها بصاعقة. سقط فايثون على الأرض وقتل في هذه الحادثة.
كان فايثون الصديق المقرب أو المحب لسيكنوس ليغوريا، الذي حزن بشدة على موته وتحول إلى بجعة. أمَّا أخوات فايثون السبع، هلياديس [الإنجليزية]، فقد حزنَّ على فقدانه، وظللنَ يراقبن أو يحرسن المكان الذي سقط فايثون فيه صريعا حتَّى حولت الآلهة الأخوات إلى أشجار حور، ودموعهن إلى عنبر.